# Отяномидзу (станция)

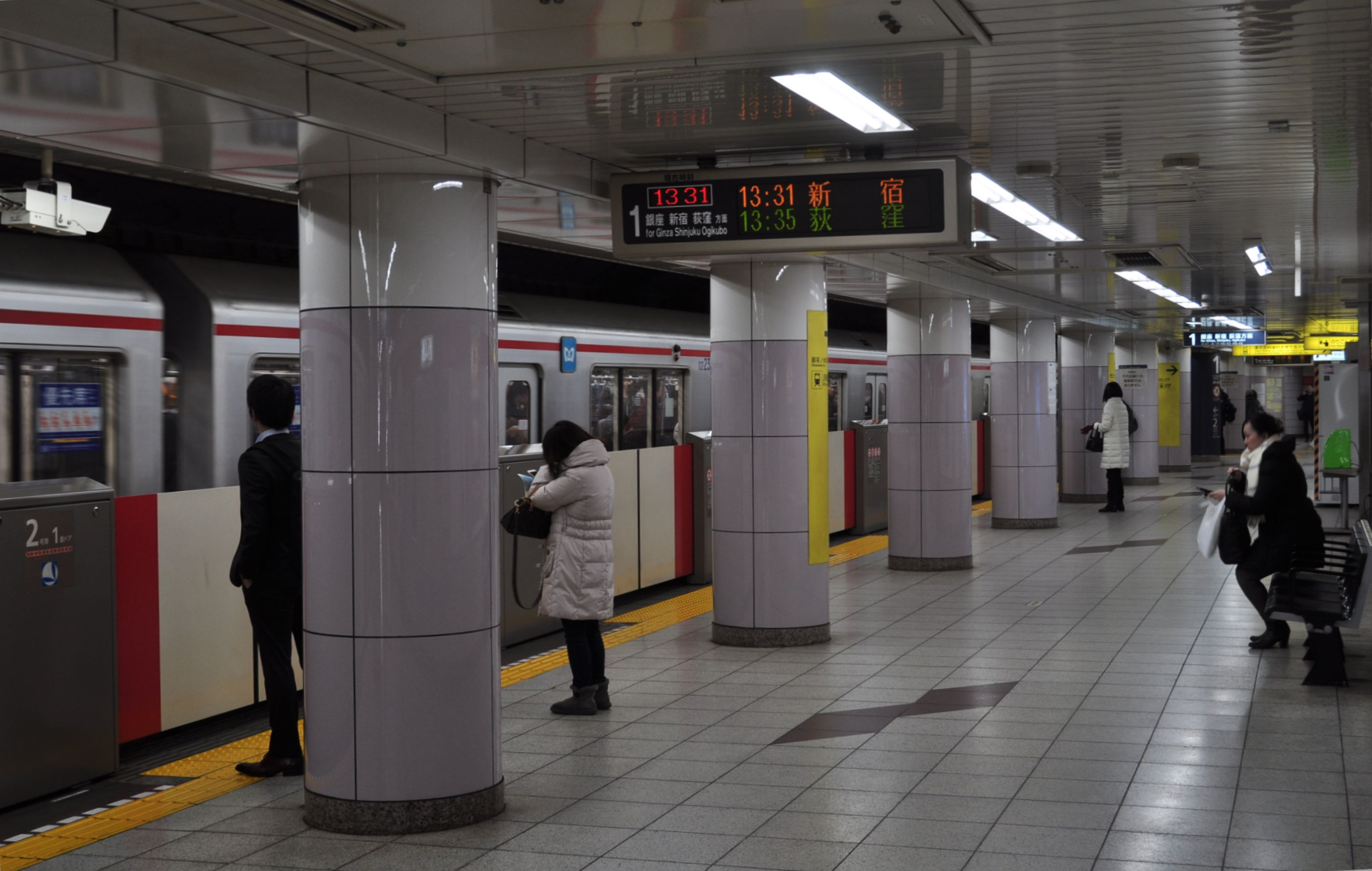
Платформа станции

Станция Отяномидзу (яп. 御茶ノ水駅 отяномидзу эки) — железнодорожная станция на линиях Тюо-Собу, Тюо (Скорая) и Маруноути, расположенная в специальном районе Тиёда, Токио. Станция обозначена номером M-20 на линии Маруноути.

## История
Станция JR East была открыта 31-го декабря 1904 года, а станция Tokyo Metro — 20-го января 1954 года. На станции установлены автоматические платформенные ворота.

## Планировка станции

### JR East
Две платформы островного типа и 4 пути.
| 1 | ■ Линия Тюо (Скорая) | Синдзюку, Татикава, Такао |
| 2 | ■ Линия Тюо-Собу     | Синдзюку, Накано, Митака  |
| 3 | ■ Линия Тюо-Собу     | Кинситё, Фунабаси, Тиба   |
| 4 | ■ Линия Тюо (Скорая) | Токио                     |

### Tokyo Metro

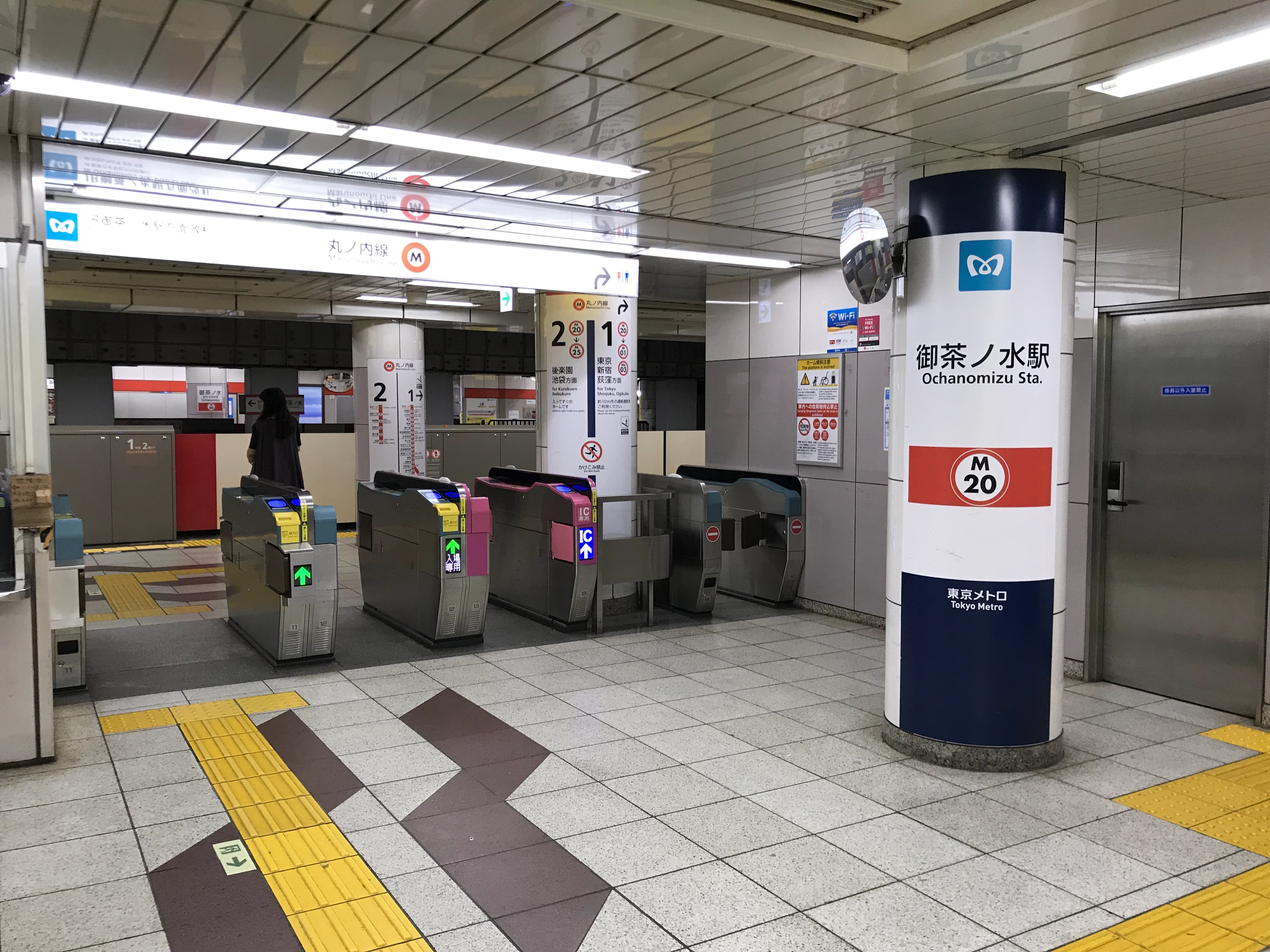
Турникеты линии Маруноути

Две платформы бокового типа и два пути.
| 1 | ○ Линия Маруноути | Токио, Гиндза, Синдзюку, Огикубо |
| 2 | ○ Линия Маруноути | Коракуэн, Икэбукуро              |

## Близлежащие станции
| «             |  | Линия              |  | »         |
| ------------- |  | ------------------ |  | --------- |
| Ёцуя          |  | Линия Тюо (Скорая) |  | Канда     |
| Суйдобаси     |  | Линия Тюо-Собу     |  | Акихабара |
| Хонго-Сантёмэ |  | Линия Маруноути    |  | Авадзитё  |

## Галерея

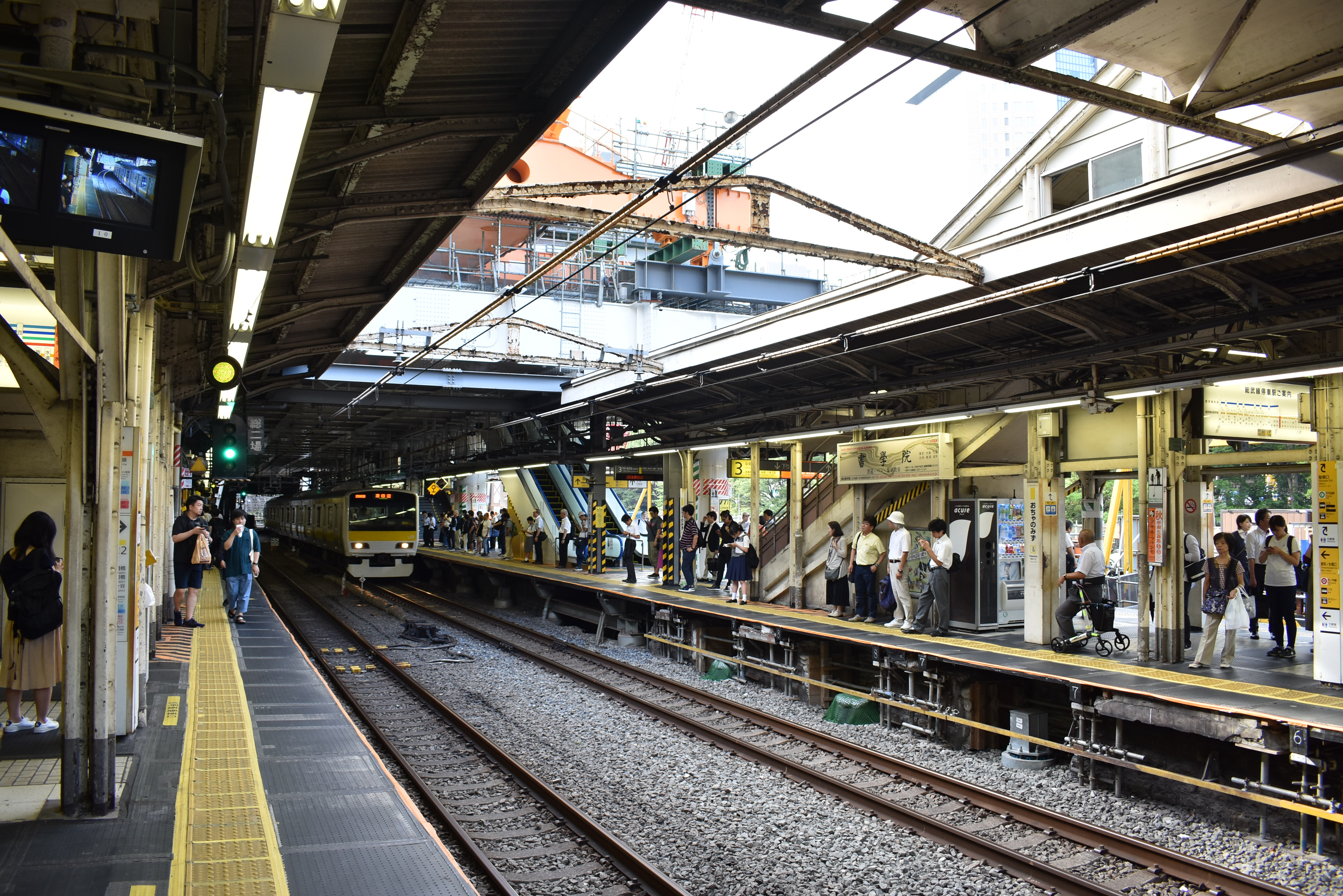
Состав линии Тюо-Собу
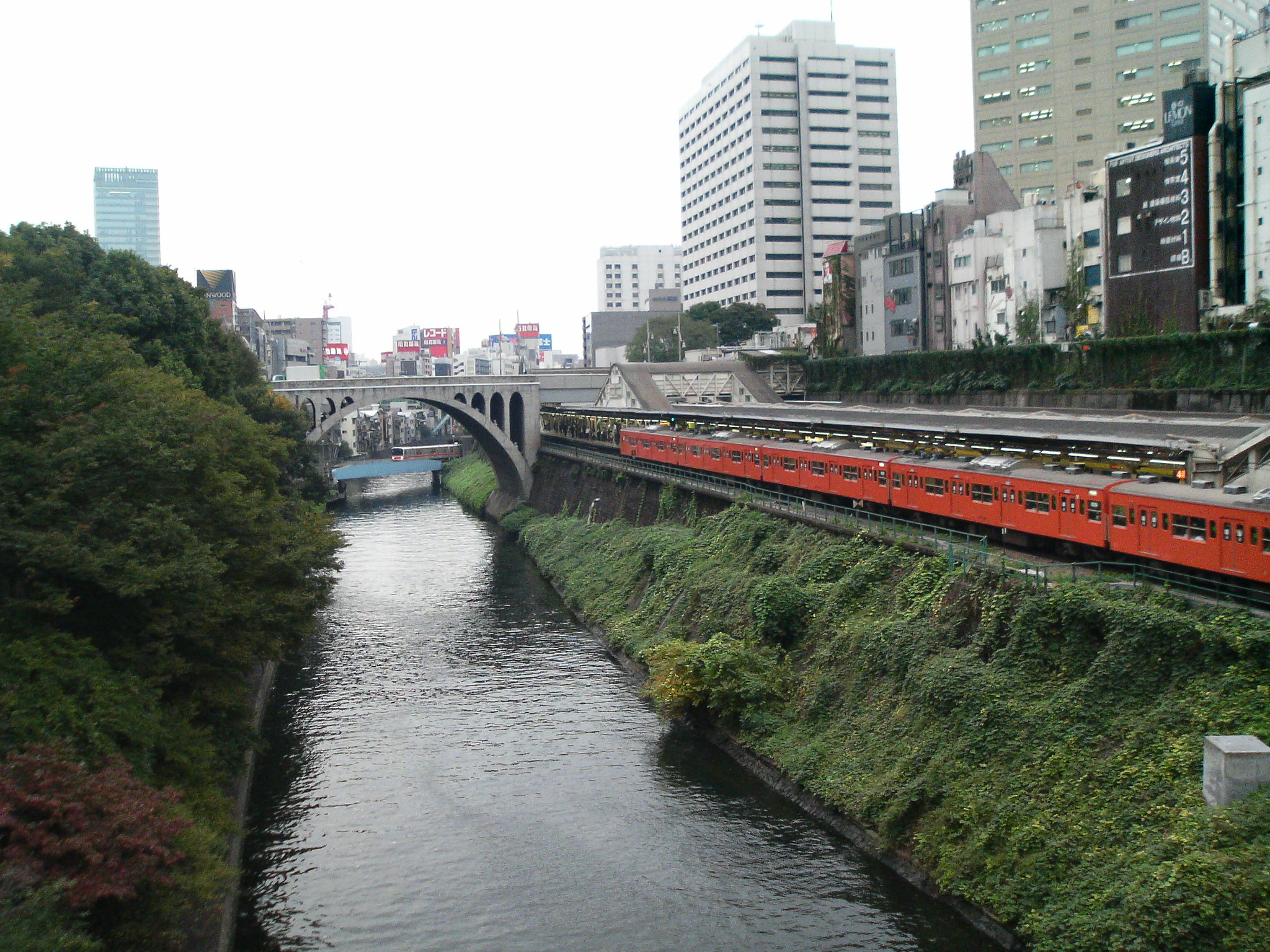
Вид с моста Отяномидзу на запад, видна линия Маруноути, а также мост Хидзири
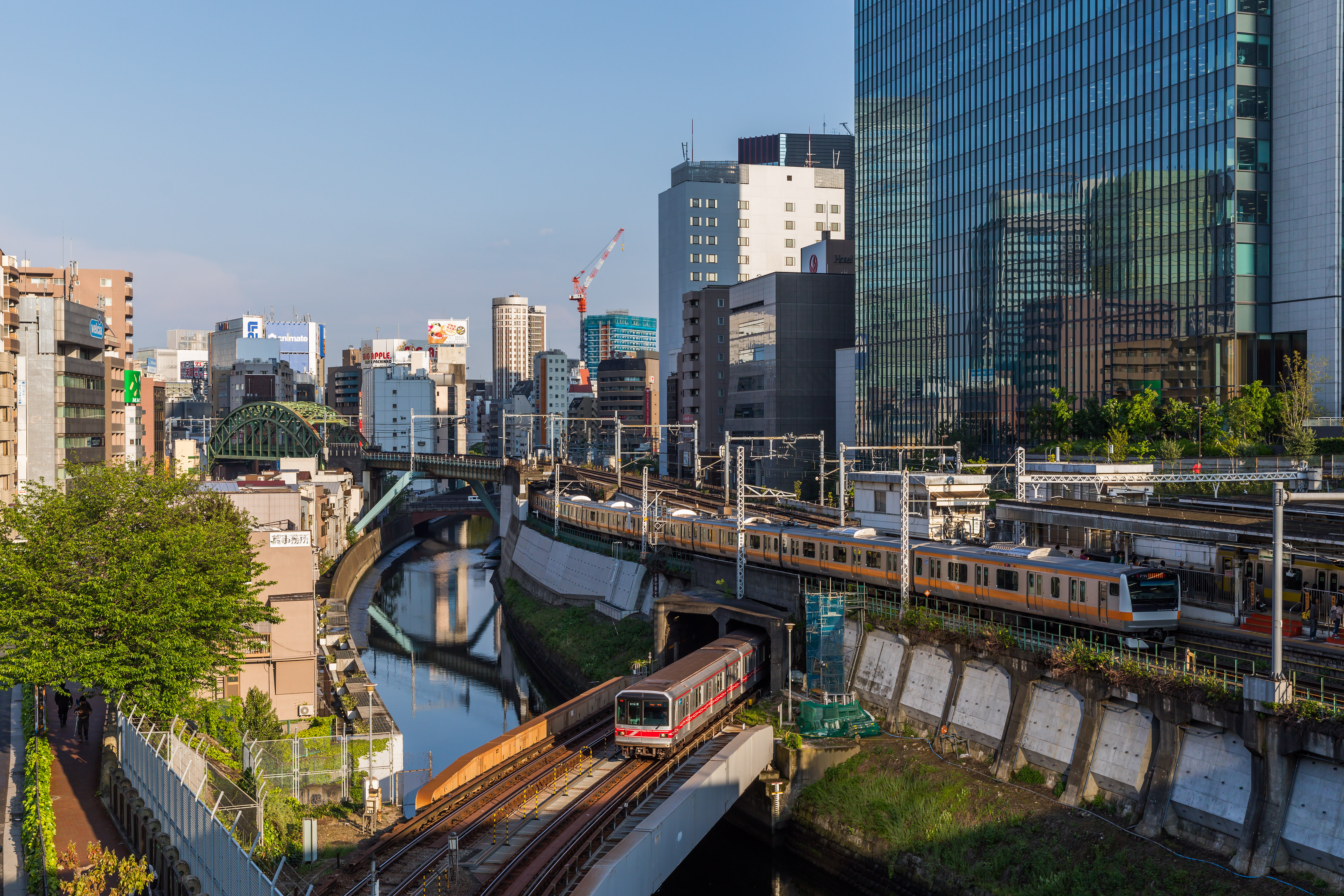
Вид с моста Хидзири на Восток